# Poucques
Het kasteel Poucques stond in het Nederlandse dorp Kapelle, provincie Zeeland.

## Naamgeving
Het kasteel was verbonden aan de Vlaamse familie Poucques. Deze familie was afkomstig uit het dorp Poeke en de naam Poucques is daar een verfransing van.

## Geschiedenis
Het kasteel is in de 14e eeuw gebouwd. De eigenaren waren afkomstig uit de familie Poucques, die mogelijk verwant was aan het in Kapelle woonachtige geslacht Van Maalstede.
In de 14e eeuw was ridder Elard de Poucques in Zeeland actief. In 1550 was het kasteel in handen van Jan van Poeke, de laatste telg uit de familie. Het kasteel zal door de familie vooral als buitenhuis of jachtslot zijn gebruikt.
In 1622 werd het kasteel afgebroken. Mogelijk was het al verwoest in de 16e eeuw door Geuzen of Spaanse troepen.
In 1918 werden fundamenten terug gevonden toen de boomgaard werd gerooid. In 1969 werd de slotgracht aangetroffen. Archeologisch onderzoek vond plaats in 2009 en 2014. Nadien is er een park aangelegd en is met een droge gracht en schanskorven de locatie van het kasteel aangegeven.

## Beschrijving
Het omgrachte kasteel beschikte over een eveneens omgrachte voorburcht. Verder is er over het uiterlijk niets bekend. De enige afbeelding van kasteel Poucques dateert uit circa 1700: het kasteel was toen reeds verdwenen en de afbeelding kan als fantasie worden beschouwd.
Aldegonde · Kasteel van Axel · Baarland · Baarsdorp · Barbestein · Biervliet · Bieweg · Blodenburg · Huis der Boede · Brijdorpe · Bruëlis · 't Burchtje · Burggravensteen · Buttinge · Coxijde · Crayenstein · Duinbeek · Duivelsberg · Ellewoutsdijk · Filippenburg · Geersdijk · Gistellis · Gravenhof · Slot Haamstede · Kasteel Hellenburg · Herkestein · Heuvelsweg · Hoge Huis · Ter Hooge · Hoogkamer · Kats · Kind van Trente · Kleverskerke · Kortgene · Kreke · Kruiningen · Laterdale · Lodijke · Maalstede (Hulst) · Maalstede (Kapelle) · Magdalon · Hof Ter Moere · Moermond · Te Mortiere · Muiden · Hof ter Nisse (Nisse) · Hof ter Nisse (Ossenisse) · Oostende · Oostende (Goes) · Oosterstein · Poelvoorde · Poortvliet · Popkensburg · De Pottere · Poucques · Pronkenburg · Ravenstein · Saeftingher Slot · Kasteel van Sint-Maartensdijk · Schengen · Sluis · Smallegange · Stavenisse · Tolhuis van Iersekeroord · Huus ter Tolne · Torenberg · Torenhoeve · Toren van Bourgondië · Troye · Valkenisse · Vinninghen · Vlissingen · Voorhoute · Waarde · Watervliet · Weldamme · Welland · Huis te Werf · Te Werve · Westenschouwen · Westhove · Westkerke · Windenburg · Zandenburg · Zwanenburg